# Операция Sealords
Операция «SEALORDS» (англ. Southeast Asia Lake, Ocean, River, and Delta Strategy) – крупномасштабная военная операция, проводившаяся во время войны во Вьетнаме с 1968 по 1971 год. Она была разработана вице-адмиралом Элмо Замволтом, командующим военно-морскими силами США во Вьетнаме (COMNAVFORV), и представляла собой совместные усилия американских и южновьетнамских войск. Основной целью операции было нарушение линий снабжения Северного Вьетнама, проходящих через Камбоджу и дельту реки Меконг.

## Контекст и цели операции
Операция SEALORDS стала логическим продолжением действий в рамках операций «Market Time» и «Game Warden», которые значительно ограничили возможности северовьетнамских сил по переброске войск и грузов через водные пути. SEALORDS была направлена на дальнейшее усиление контроля над реками, каналами и озерами вблизи камбоджийской границы, а также на изоляцию и уничтожение коммунистических сил в регионе.
Основные цели операции включали:
- Нарушение линий снабжения противника из Камбоджи.[2][3]

- Нарушение операций противника в его бастионах в глубине дельты Меконга.[4]

- Поддержка политики вьетнамизации, проводимой администрацией Никсона, которая предполагала постепенную передачу ответственности за ведение войны силам Южного Вьетнама.

## Техническое оснащение операции
Официальный старт операции SEALORDS был дан 5 ноября 1968 года с одобрения генерала Крейтона Абрамса, нового командующего Командованием военной помощи США во Вьетнаме. К этому времени военно-морские силы союзников достигли пика своей мощи.
В состав сил входили:
- 81 патрульный корабль PCF (англ. Patrol Craft Fast) и 26 катеров береговой охраны класса Point (англ. Point-class cutter) для прибрежного наблюдения.

- 258 патрульных и тральных катеров для речного патрулирования.

- 184 монитора, транспорта и бронекатера в составе речных десантных сил.

- 25 вертолетов и 15 самолетов OV-10 Bronco для воздушной поддержки.[7]

- 586 кораблей в составе оперативных групп «Market Time», «Game Warden» и мобильных речных десантных сил.

- 655 кораблей южновьетнамского флота (RVNN).[1]

Оперативное руководство было возложено на контр-адмирала Уильяма Хайрама Хауса (англ. Rear Admiral William Hiram House), который возглавил вновь созданную «Оперативную группу 194» (англ. Task Force 194). 

## Ход операции
Операция SEALORDS состояла из нескольких этапов, каждый из которых был направлен на установление контроля над ключевыми водными путями и нарушение логистики противника.
1. Установление патрульных барьеров:
Союзные силы создали систему патрулирования вдоль водных путей, параллельных камбоджийской границе, используя электронные сенсорные устройства.
В ноябре 1968 года были открыты два канала между Сиамским заливом и рекой Бассак, что позволило усилить контроль над регионом.
2. Операция «Search Turn»:
Южновьетнамские наземные силы совместно с морскими патрулями охраняли транспортные маршруты в районе, получившем название «Search Turn».
3. Операция «Giant Slingshot»:
В декабре 1968 года американские силы продвинулись вверх по рекам Вам Ко Донг (англ. Vàm Cỏ Đông River) и Вам Ко Тай (англ. Vàm Cỏ River), перерезав пути снабжения из района «Клюв попугая» (англ. Parrot's Beak) в Камбодже. Эта операция серьезно затруднила снабжение коммунистов в районе Сайгона и на Тростниковой равнине (англ. Plain of Reeds).
4. Операция «Barrier Reef»:
В январе 1969 года были созданы патрульные сектора вдоль каналов от реки Вам Ко Тай до реки Меконг, завершив формирование почти непрерывного барьера для пресечения водных путей.
5. Расширение операций:
В дальнейшем операции проводились на реках Куа Дай (англ. Cua Dai) и Хой Ан (англ. Hoi An) в провинции Куангнам, на реке Сайгон и водных путях полуострова Камау.
Во время камбоджийской кампании в мае 1970 года силы SEALORDS пересекли камбоджийскую границу и продвинулись вплоть до Пномпеня.

## Передача ответственности за операцию силам Южного Вьетнама
Согласно политике вьетнамизации, в феврале 1969 года ВМС США начали передачу южновьетнамским силам почти 250 патрульных кораблей и 500 моторизованных джонок. К апрелю 1971 года операция SEALORDS полностью перешла под контроль ВМС Республики Вьетнам.

## Итоги
Операция SEALORDS стала важным этапом в борьбе за контроль над дельтой Меконга и значительно затруднила снабжение северовьетнамских сил. Однако после вывода американских войск и передачи ответственности южновьетнамским силам, большая часть переданных плавсредств была захвачена Народной армией Вьетнама в 1975 году. Несмотря на это, SEALORDS продемонстрировала эффективность совместных действий военно-морских и наземных сил в условиях сложной водной местности.